# Acropora jacquelinae
Espèce
Acropora jacquelinae est une espèce de coraux appartenant à la famille des Acroporidae.